# Ропчице
Ропчѝце (на полски: Ropczyce) е град в Югоизточна Полша, Подкарпатско войводство. Административен център е Ропчишко-Сенджишовски окръг и Ропчицка община. Заема площ от 47,10 км2.

## География
Градът се намира в историческия регион Малополша, край река Вельополка.

## Население
Според данни от полската Централна статистическа служба, към 1 януари 2014 г. населението на града възлиза на 15 683 души. Гъстотата е 333 души/км2.

## История
Според историците от Полша, градът е създаден през 1254 г. В периода 1772 – 1918 година Ропчице е част от Австрийската империя. След края на Първата световна война градът е в пределите на независима Полша.

## Известни личности
- Феликс Потоцки
- Станислав Потоцки
- Юзеф Ройек